# 润溪乡
润溪乡，是中华人民共和国重庆市彭水苗族土家族自治县下辖的一个乡镇级行政单位。

## 行政区划
润溪乡下辖以下地区：
干溪村、樱桃井村、麻池村、肖家沟村、白果坪村、凉水村、岩角村和连花寺村。